# Émile Pouget
Émile Pouget (Pont-de-Salars, 12 ottobre 1860 – Lozère, 21 luglio 1931) è stato un anarchico, sindacalista e giornalista francese, fondò periodici libertari come Le Père peinard, La Sociale e La Révolution, fu un dirigente della CGT e uno degli estensori della Carta d'Amiens.
È stato uno degli esponenti di maggior rilievo dell'Anarchismo e del Movimento operaio francese.

## Biografia

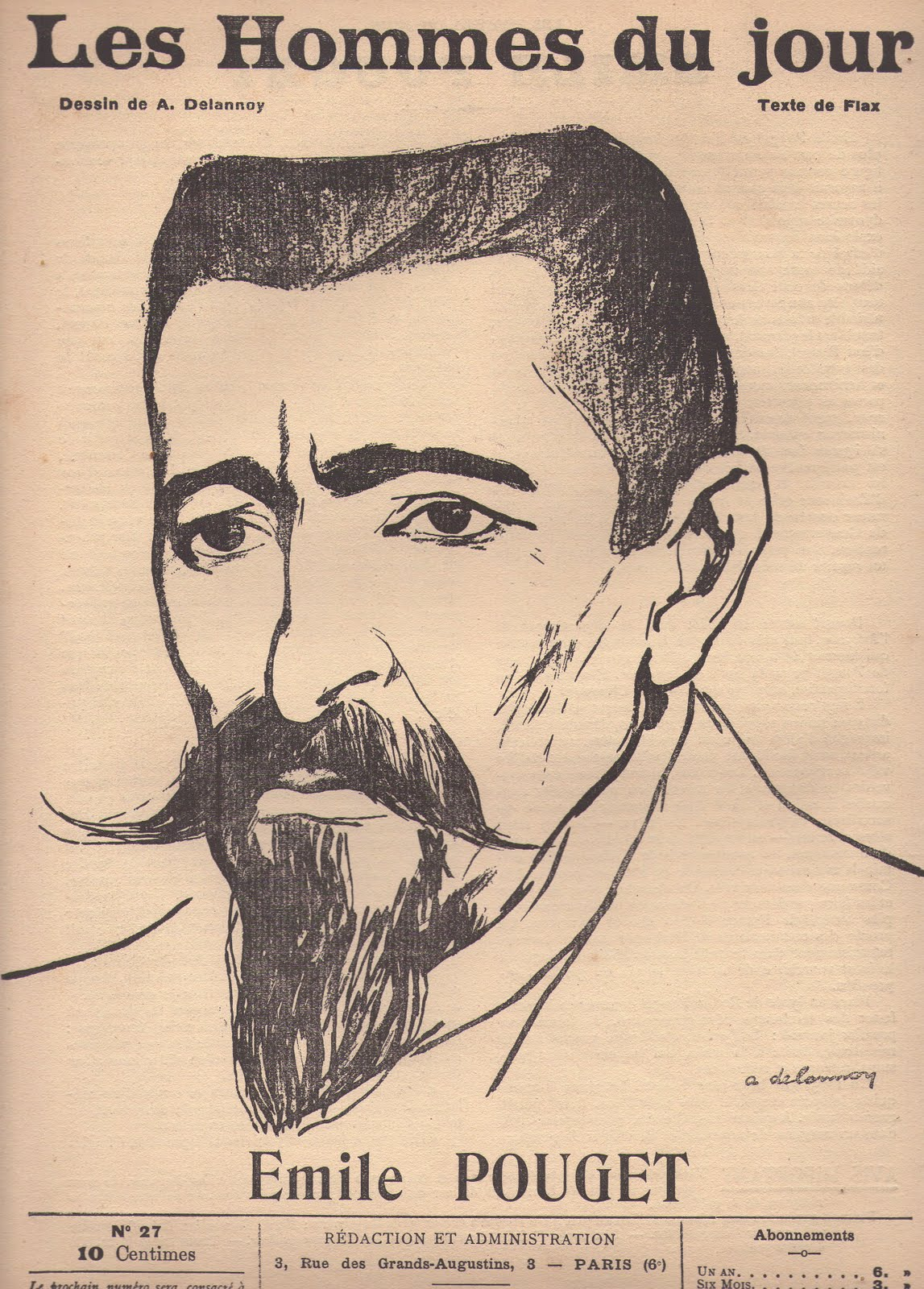

Pouget diventa anarchico all'età di 17 anni dopo la lettura del libro La rivoluzione sociale di Louise Michel e su di lui ha un influsso fondamentale la conoscenza del vecchio comunardo Émile Digeon di cui si considererà sempre una sorta di figlio spirituale. Proprio su consiglio di Digeon partecipa nel 1879 alla creazione di un sindacato di impiegati parigini e nel 1882 risulta gerente del Bulletin de la chambre syndicale fédérale des employés.
Negli anni successivi diventa un elemento di spicco dell'ambiente anarchico parigino, anche se è controversa la sua partecipazione al congresso anarchico internazionale di Londra del 1881. Il 9 marzo 1883 guida, insieme a Louise Michel, una manifestazione parigina che al grido di Pane, lavoro o piombo! si scontra violentemente con la polizia. In seguito a ciò viene condannato a diversi anni di reclusione con l'accusa di aver organizzato l'assalto ad alcune panetterie avvenuto durante la dimostrazione
Graziato dopo tre anni di reclusione pubblica il periodico Le Père peinard (di cui è l'unico redattore). un giornale dai toni estremamente violenti che vuole ricollegarsi idealmente a Le Père Duchesne di Hébert. Dopo l'uccisione del presidente Sadi Carnot (1894) esula in Inghilterra per sfuggire all'ondata repressiva che ha colpito il movimento anarchico.
Durante l'esilio, mentre continua nella pubblicazione di Le Père peinard , collabora al periodico The Torch, luogo di dibattito tra anarchici francesi, inglesi e italiani. Rientrato a Parigi, a seguito di un'amnistia nel 1895 inizia la pubblicazione de La Sociale in piena comunione d'intenti con Fernand Pelloutier e Bernard Lazare. Lo scopo è quello di combattere l'influenza socialdemocratica sul movimento operaio favorendo una convergenza tra anarchici e socialisti rivoluzionari (blanquisti e sostenitori di Jean Allemane) con le parole d'ordine dell'antiparlamentarismo, del Sindacalismo rivoluzionario e dello Sciopero generale. Pouget diventa un esponente di punta della Fédération nationale des syndicats, e collabora a strapparla all'influenza riformista dei sostenitori di Guesde e a trasformarla in una Confédération générale du travail (1895) improntata a principi rivoluzionari.

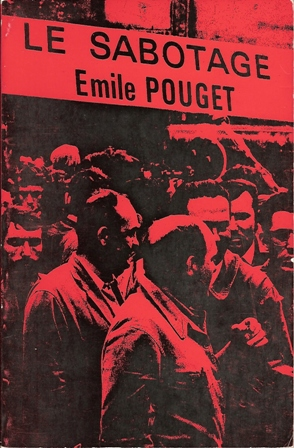
copertina dell'opuscolo Le Sabotage (ristampa).

Nel 1896 partecipa al congresso di Londra della Seconda internazionale in rappresentanza del sindacato francese protestando contro l'esclusione dall'Internazionale degli antiparlamentaristi e anarchici. Nello stesso anno riprende la pubblicazione del Père peinard facendosi aperto sostenitore del boicottaggio o sabotaggio come pratica sindacale rivoluzionaria. Su questo tema pubblica un fortunato opuscolo intitolato appunto Le sabotage. Grazie anche alla sua influenza il sabotaggio diventerà una pratica molto diffusa tra i sindacalisti rivoluzionari francesi.
Nel 1900 diventa segretario aggiunto della CGT con l'incarico di occuparsi della stampa, in questi anni appare come una sorta di eminenza grigia del sindacato. L'anno seguente guida una delegazione della CGT a Londra per un incontro con le Trade unions britanniche
In questi anni è l'animatore instancabile per l'ottenimento delle otto ore lavorative e nel 1906 è tra gli estensori della Carta d'Amiens che sancisce l'indipendenza del sindacato dai partiti e il suo ruolo rivoluzionario. Messo in minoranza nel 1908 si ritira dall'attività militante attiva proseguendo nell'opera di giornalista e scrittore.